# 자비드 베스트
자비드 앤드리 베스트(영어: Jahvid Andre Best; 1989년 1월 30일 ~ )는 전직 미식축구 선수이고, 포지션은 러닝백이었다. 소속팀은 디트로이트 라이언스였다. 현재는 육상 선수이다. 세인트루시아, 미국 2중국적자인데, 2016년 하계 올림픽에 세인트루시아대표로 출전한다.

## 개인 최고 기록
- 100m: 10.31  캘리포니아주, 새크라멘토 2007년 6월 2일
- 200m: 20.8  캘리포니아주, 새크라멘토, 2007년 6월 2일
- 400m: 49.2  캘리포니아주, 새크라멘토, 2007년 3월 31일